# Elán (vlastnost)
Elán (franc. élan od élancer, vrhnout se kupředu) znamená rozběh, rozmach, nadšení, vzlet. Původně sportovní pojem označuje „energii“ člověka, který se s nadšením do něčeho pouští, případně i činorodost či entuziasmus.
Jako užitečný pojem jej převzala řada jazyků a slovo Elán se často užívá jako název umělecké či literární skupiny, časopisu nebo i značka automobilu (Lotus Elan). Slovo poněkud zprofanovala komunistická propaganda například spojením „budovatelský elán“.[zdroj?]

## Ve filozofii
Do filozofie zavedl pojem životní elán (élan vital) francouzský filosof Henri Bergson, který jej pokládá za jednu z nejdůležitějších charakteristik všeho živého.[zdroj?] Celý živý svět je od začátku nadán jakýmsi impulsem, který všechno živé nutí nejen snažit se o přežití (conatus essendi B. Spinozy), ale také růst, rozmnožovat se a vyvíjet. Tento elán se projevuje i u člověka a v lidské společnosti jako tvořivost, hledání nových možností a vůbec nadšení.